# Budňany
Budňany jsou katastrálním územím a částí městyse Karlštejn v okrese Beroun ve Středočeském kraji. Nacházejí se na levém břehu řeky Berounky a tvoří historické jádro obce.

### Historie
První písemná zmínka o Budňanech pochází z roku 1441. Původně byly samostatnou obcí, která se v roce 1952 sloučila s obcí Poučník a vytvořila tak současný městys Karlštejn.
Název Budňany pravděpodobně vznikl od slovního základu „budy“, což označuje jednoduché příbytky řemeslníků, kteří se podíleli na stavbě hradu Karlštejn.
turistika.cz

### Pamětihodnosti
- Kostel svatého Palmacia – původně gotický kostel z roku 1351, který byl později barokně upraven.
- Socha svatého Šebestiána – barokní socha z roku 1714.
- Fara – barokní budova z roku 1755, která dnes slouží jako muzeum betlémů.
- Lidová architektura – například dům čp. 53 z období po roce 1760.

### Doprava
Budňany jsou dostupné po silnici. Železniční stanice Karlštejn se nachází na pravém břehu Berounky a je spojena s Budňany ocelovým obloukovým mostem dokončeným v roce 1998.
mestys-karlstejn.cz